# Servius Cornelius Maluginensis (consul en -485)
Pour les articles homonymes, voir Cornelius Maluginensis.
Servius Cornelius Maluginensis est un homme politique romain du Ve siècle av. J.-C., consul en 485 av. J.-C.

## Famille
Il est le plus ancien représentant attesté des Cornelii Maluginenses, branche de la gens des Cornelii. Il est possible qu'il ait porté l'agnomen de Tricostus. Il est le père de Lucius Cornelius Maluginensis Uritus Cossus, consul en 459 av. J.-C. et le grand-père de Marcus Cornelius Maluginensis, décemvir entre 450 et 449 av. J.-C.

## Biographie

### Consulat (485)
En 485 av. J.-C., il est élu consul avec Quintus Fabius Vibulanus,. Au début de leur mandat, Spurius Cassius Vecellinus est condamné pour perduellio par les questeurs Kaeso Fabius Vibulanus et Lucius Valerius Potitus et mis à mort. Les consuls lancent des raids sur le territoire de Véies puis Vibulanus remporte une nouvelle victoire sur les Volsques et les Èques et vend tout le butin au bénéfice du trésor public, ce qui le rend très impopulaire auprès du peuple et des soldats, auxquels revient traditionnellement une part du butin.

### Flaminat
Il devient plus tard flamen quirinalis, flamine majeur dévoué au culte de Quirinus, jusqu'en 453,, date probable de son décès, lors d'une épidémie de peste ou de typhus qui emporte également le consul Sextus Quinctilius Varus et le consul suffect Spurius Furius Medullinus Fusius qui l'a remplacé,.